# Яги (тайфун)
Тайфун «Яги», также известный на Филиппинах как тропический шторм «Энтэн», — сильный тропический циклон, который в начале сентября 2024 года прошёл над Филиппинами, китайской провинцией Хайнань, а затем над северным Вьетнамом. Яги (яп. ヤギ) в переводе с японского означает «козёл» или «созвездие Козерога», — одиннадцатый поименованный шторм и первый сильный тайфун в ежегодном сезоне тайфунов. Один из самых сильных тайфунов, когда-либо обрушивавшихся на север Вьетнама, самый сильный тайфун, обрушившийся на Хайнань в метеорологическую осень, и самый сильный со времён тайфуна Раммасун 2014 года. Стал одним из четырёх супертайфунов 5-й категории, зарегистрированных в Южно-Китайском море, наряду с Памелой в 1954 году, Раммасуном в 2014 года и Раи в 2021 году.

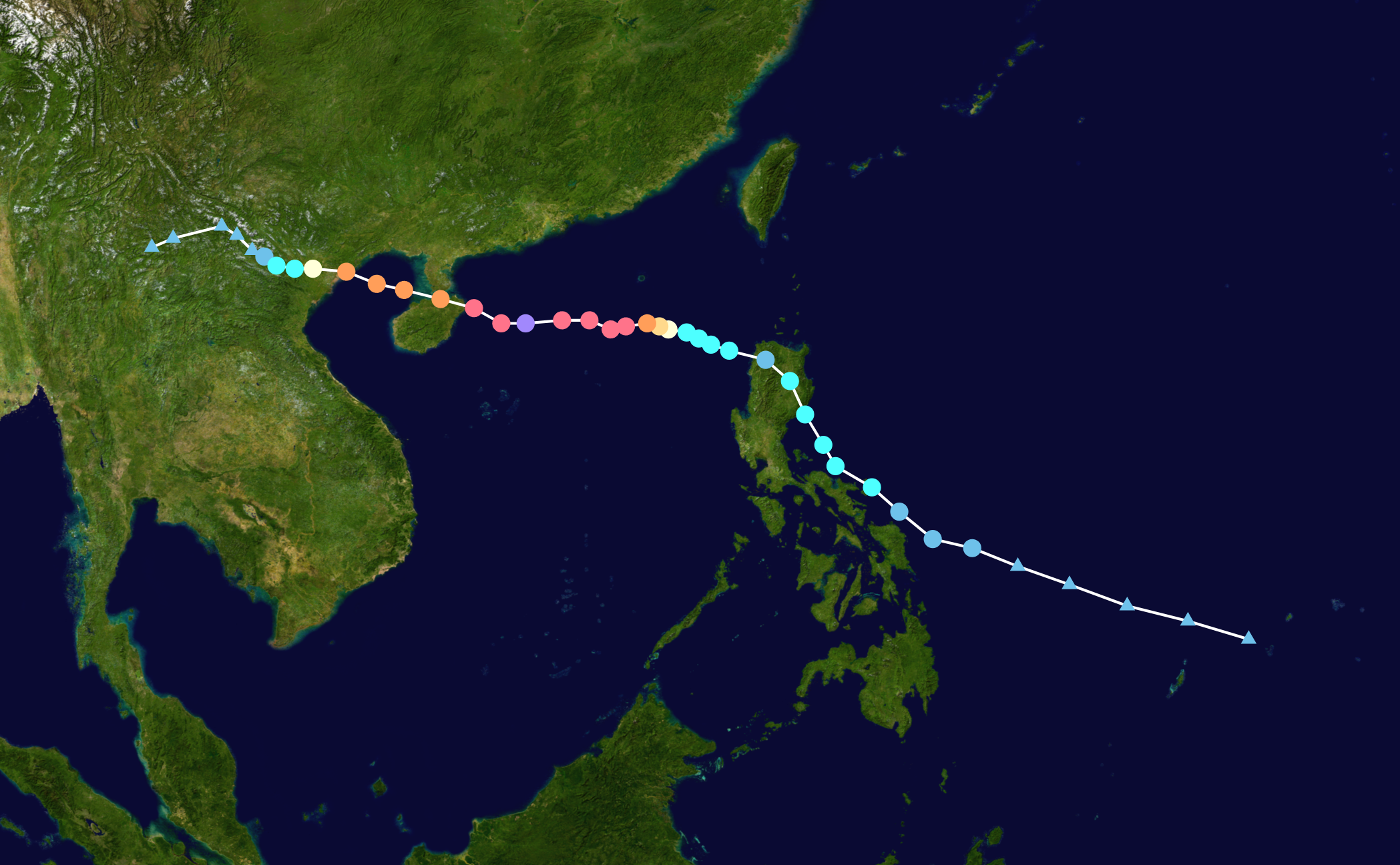
Путь урагана «Яги»

«Яги» развился из системы низкого давления, сформировавшейся 30 августа примерно в 540 км к северо-западу от Палау. 1 сентября Японское метеорологическое агентство (JMA) классифицировало эту систему как тропический шторм и присвоило ей имя «Яги». После выхода на сушу над муниципалитетом Касигуран, на Филиппинах 2 сентября, Яги ослабел по мере продвижения вглубь страны через пересеченную местность Центральной Кордильеры на Лусоне. Позже он вышел над Южно-Китайским морем и начал сливаться с вторичной циркуляцией к западу от залива Лингайен, при этом глубокая конвекция начала заворачиваться и развивать конвективные полосы, простирающиеся на запад и юг. По данным JMA, 5 сентября шторм достиг своей максимальной интенсивности: десятиминутный устойчивый ветер достигал 195 км/ч, а центральное давление составляло 915 гПа. Затем он достиг максимума, став супертайфуном 5-й категории по шкале Саффира-Симпсона с одноминутным устойчивым ветром в 260 км/ч. Ослабев во время цикла обновления оболочки, «Яги» немного укрепился перед выходом на сушу вблизи Вэньчана в китайской провинции Хайнань 6 сентября. «Яги» прошёл над северной частью Хайнаня и непосредственно над Хайкоу, после чего вышел на сушу над уездом Сюйвэнь в провинции Гуандун и переместился в сторону Тонкинского залива. 7 сентября он вышел на сушу над Хайфоном и Куангнинь во Вьетнаме.
В связи с подготовкой к тайфуну «Яги» в провинции Хайнань были закрыты школы и местный транспорт; в то же время слияние «Яги» и юго-западного муссона привело к сильным дождям над Лусоном, вызвав ливневые наводнения в нескольких районах. Гонконгская обсерватория выпустила штормовое предупреждение № 8 для Гонконга в связи с приближением тайфуна «Яги». На Хайнане были зафиксированы перебои в подаче электроэнергии и поваленные деревья. Во Вьетнаме несколько зданий, в том числе опоры электропередач, были вырваны с корнем, что привело к перебоям в подаче электроэнергии в различных районах. В общей сложности тайфун унес более 844 жизней (из них 325 погибших во Вьетнаме, 52 в Таиланде, 433 в Мьянме, 21 на Филиппинах, 7 в Лаосе и 4 в Китае), 2279 человек получили ранения, несколько сотен пропали без вести, а ущерб в нескольких странах составил 15,1 миллиардов долларов.